# Лак-де-Мело
Лак-де-Мело́ (фр. Lac de Melo, корс. Lavu di Melu) — ледниковое озеро во Франции, на острове Корсика. Находится в центральной части острова, в десяти километрах от города Корте.

## Гидрология
Расположено на высоте 1710 м над уровнем моря. Площадь озера около 0,065 км². Максимальная глубина составляет 20 метров. Замерзает на 6 месяцев в году. Площадь водосбора составляет 172,6 га. Объём воды в озере около 400 тыс. м3. Термоклин в озере находится на глубине между 5 и 10 м. Из озера берёт своё начало река Рестоника. В озеро впадает ручей Капителла, вытекающий из озера Капителло.

## Гидробиология
В 1971 году в озеро было выпущено 900 особей американской палии и 3000 особей кумжи.
В составе вод озера Лак-де-Мело учёными был открыт и описан уникальный вид бактерий — Polynucleobacter meluiroseus, обитающий исключительно в водах озера, однако родственный бактериям, обитающим в горных озёрах Пиренеев.